# Oxalis pulchella
Oxalis pulchella är en harsyreväxtart som beskrevs av Nikolaus Joseph von Jacquin. Oxalis pulchella ingår i släktet oxalisar, och familjen harsyreväxter.

## Underarter
Arten delas in i följande underarter:
- O. p. glauca
- O. p. leucotricha
- O. p. tomentosa